# Famille Jacob de Cordemoy
La famille Jacob de Cordemoy est une famille subsistante d'ancienne bourgeoisie, originaire de la province de Namur, et implantée au XVIIIe siècle à l'Île Bourbon (la Réunion).

## Personnalités
- Philippe Antoine Jacob de Cordemoy (1735-1820), militaire et gouverneur de Bourbon[2].
- Eugène Jacob de Cordemoy (1835-1911), botaniste.
- Camille Jacob de Cordemoy (1840-1909), membre de la Société des sciences et arts de La Réunion, ancien président du Conseil général de La Réunion.
- Benedict Jacob de Cordemoy (1848-1907), gouverneur de La Réunion[3].